# Bona Makes You Sweat
Albums de Richard Bona
Tiki
(2006) The Ten Shades of Blues
(2009)
Bona Makes You Sweat est un album live de Richard Bona sorti en 2008 sur le label EmArcy Records. Ce live a été enregistré en Hongrie, un choix justifié par Richard Bona par le fait que le public hongrois est l'un de ses plus fidèle au monde. Cet enregistrement en public présente des titres issus de ses quatre albums solo ainsi que trois reprises : Indiscretions de Joe Zawinul, I Wish de Stevie Wonder et Trains de Mike Mainieri.

## Liste des morceaux
Tous les morceaux ont été écrits (sauf mention contraire) et produits par Richard Bona.
| No | Titre                                                                  | Durée |
| -- | ---------------------------------------------------------------------- | ----- |
| 1. | Engingilaye & Ekwa Mwato                                               | 13:24 |
| 2. | Kivu & Suninga                                                         | 8:01  |
| 3. | Kalabancoro                                                            | 5:25  |
| 4. | Samaouma                                                               | 6:16  |
| 5. | O Sen Sen Sen (Richard Bona/Marc Berthoumieux)                         | 6:48  |
| 6. | Indiscretions & Please Don't Stop (Joe Zawinul, Richard Bona)          | 8:40  |
| 7. | Djombwe & I Wish & Trains (Richard Bona, Stevie Wonder, Mike Mainieri) | 3:15  |
| 8. | Te Dikalo                                                              | 9:50  |